# Mynnion
Mynnion (altgriechisch Μυννίον) war ein griechischer Bildhauer, der am Ende des 5. Jahrhunderts v. Chr. in Athen tätig war.
Mynnion ist aus einer Abrechnung über die Arbeiten im Jahr 408 v. Chr. am Fries des Erechtheion bekannt. Daraus geht hervor, dass er aus dem Demos Agryle stammte und für die Arbeiten am Erechtheion-Fries 127 Drachmen erhielt. Dafür hatte er einen Mann, der ein Pferd schlägt, sowie eine Stele zu fertigen. Die Bezahlung setzte sich wie folgt zusammen: Jede figürliche Darstellung wurde mit 60 Drachmen bezahlt und die Stele mit 7 Drachmen. Der Mann geht hinter dem Pferd und treibt es vermutlich voran.